# حجازی ماهر
حجازی ماهر (عربی: حجازي ماهر؛ زادهٔ ۲۰ سپتامبر ۱۹۹۷) بازیکن فوتبال است.
وی همچنین در تیم ملی فوتبال اردن بازی کرده‌است.